# Vall d'Alba

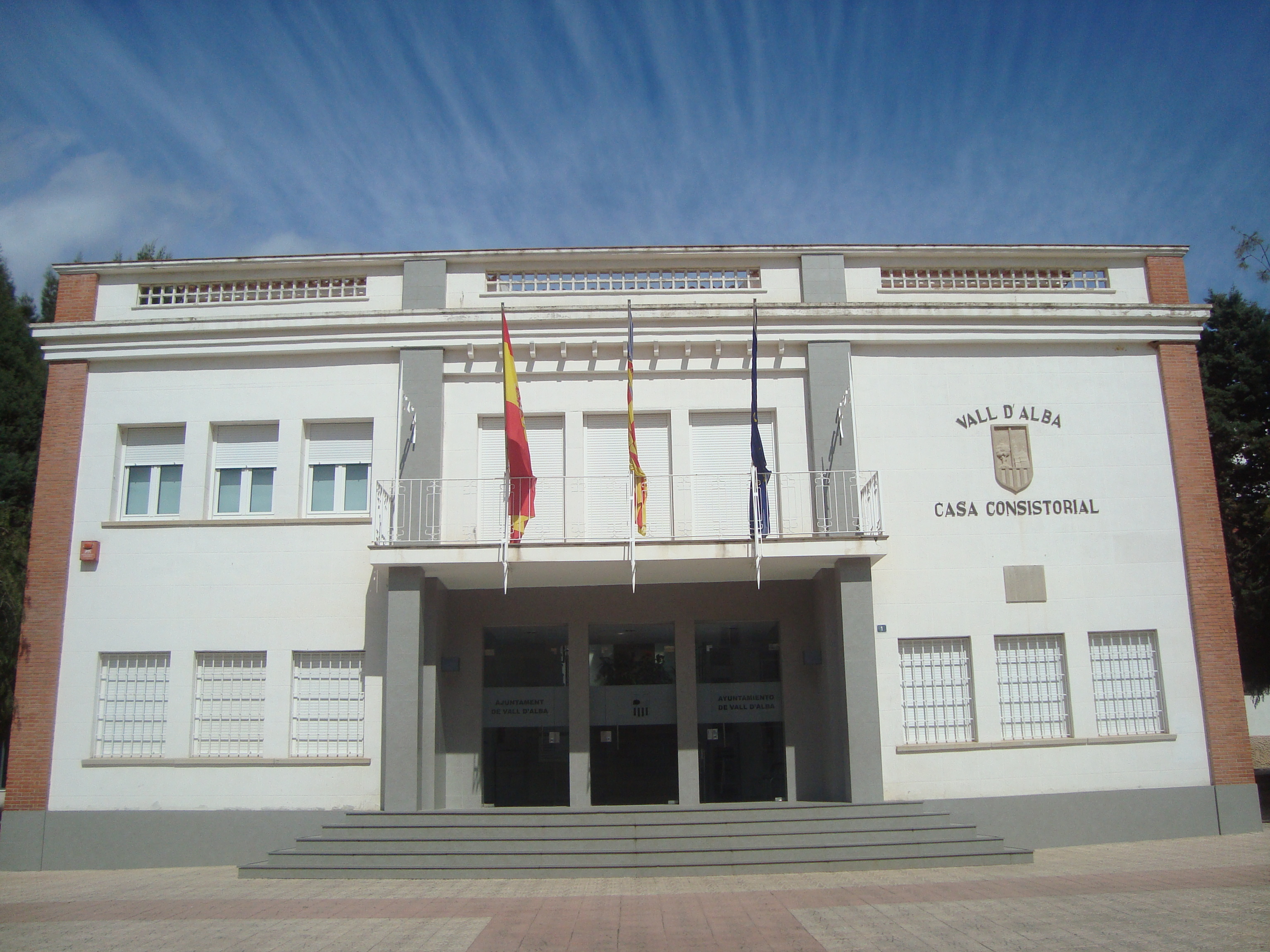
Ayuntamiento de la Vall d'Alba

Vall d'Alba è un comune spagnolo di 3 036 abitanti situato nella comunità autonoma Valenciana.

## Altri progetti

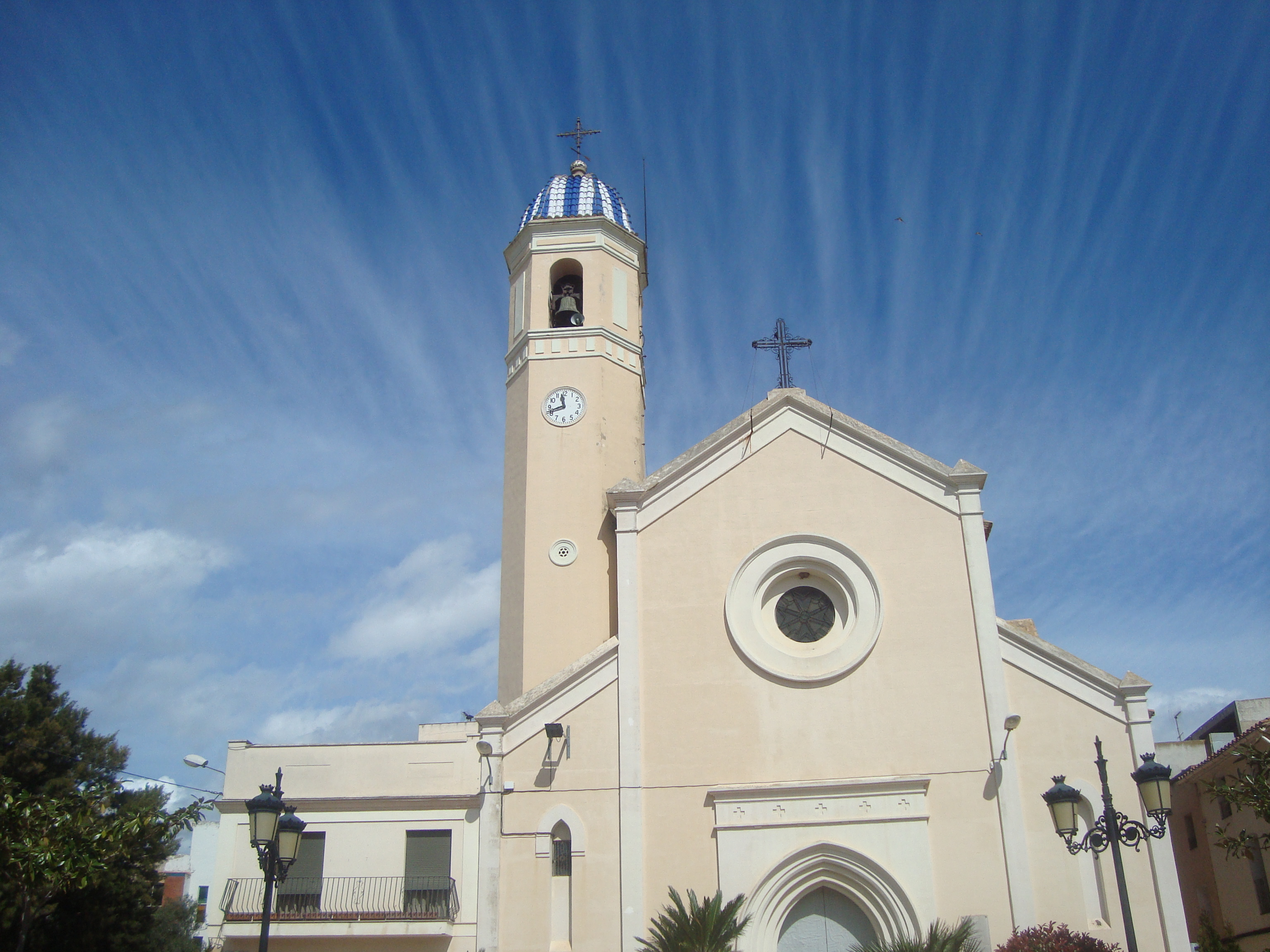
Església parroquial de Sant Joan Baptista (La Vall d'Alba)

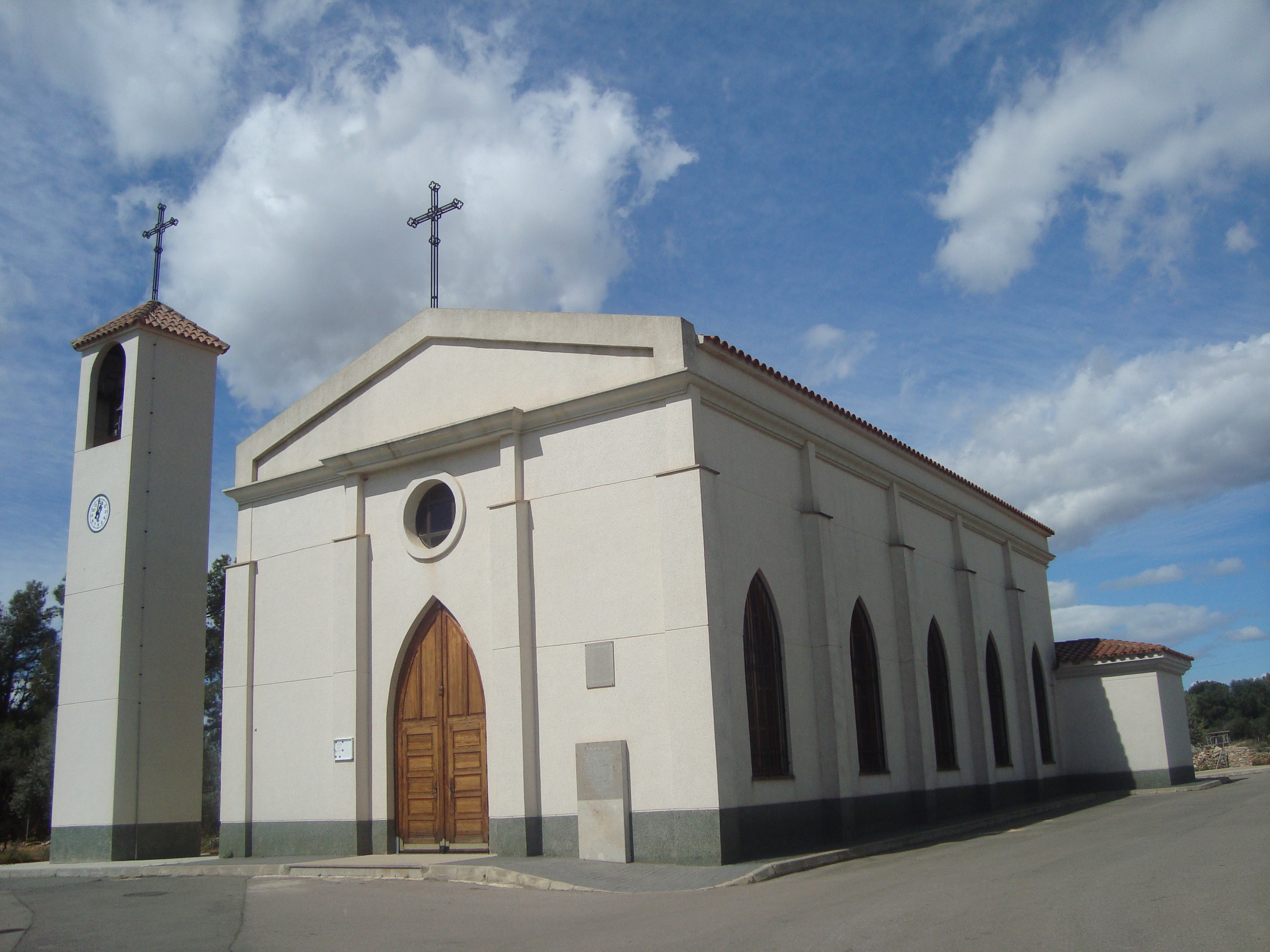
Esglèsia parròquial de l'Assumpció de la Verge (La Pelejaneta, La Vall d'Alba)

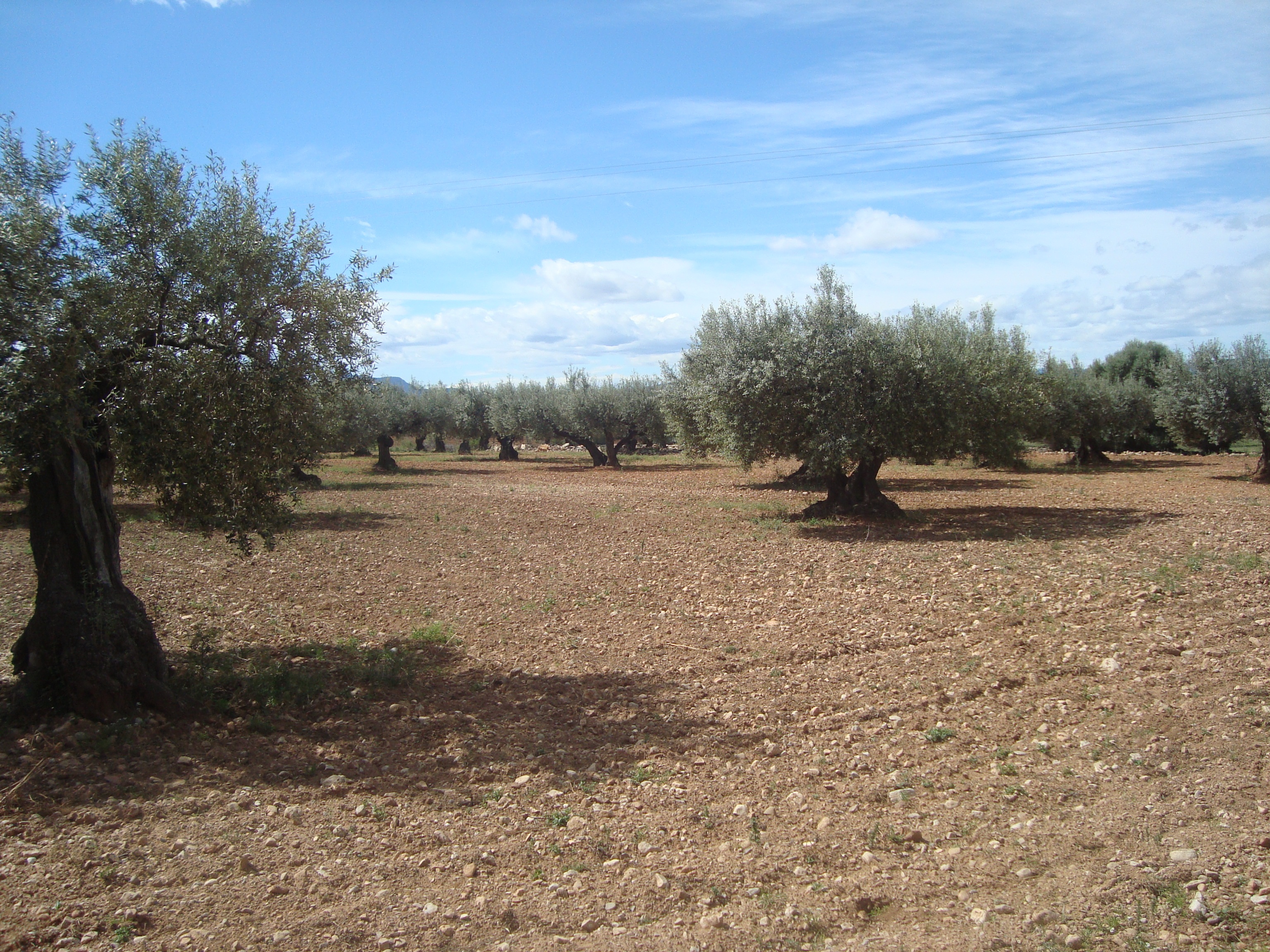
Camp d'oliveres, oliveral (La Vall d'Alba)